# Drapeau de Las Vegas
 (juillet 2025).
Le contenu est difficilement compréhensible vu les erreurs de traduction, qui sont peut-être dues à l'utilisation d'un logiciel de traduction automatique.
Le drapeau de Las Vegas, dans le Nevada aux États-Unis, se compose d'un champ bleu avec une bande grise diagonale allant du haut du palan au bas de la mouche. Le sceau de la ville de Las Vegas, adopté le 16 mars 1966 et conçu par Richard Thompson, est situé dans le canton (c'est-à-dire en haut à gauche) brisant la bande.

## Design et symbolisme
La couleur dominante du drapeau est le bleu roi, qui symbolise le ciel bleu de l'État du Nevada. La bande grise fait allusion au surnom du Nevada comme "L'État d'argent". Le même jour que l'adoption du drapeau, ces deux couleurs ont été adoptées comme couleurs officielles de Las Vegas. Le sceau montre trois grands bâtiments - le milieu est le plus haut, la gauche est la plus courte et la droite est à mi-hauteur entre les deux. Chacun de ces bâtiments a des chapiteaux jaunes, descendant de gauche à droite. Les bâtiments et les chapiteaux symbolisent le tourisme, une industrie majeure pour la ville. À gauche des bâtiments se trouve le barrage Hoover, également en blanc. Le barrage est un point de repère majeur dans la région du comté de Clark. À la base du barrage se trouve le fleuve Colorado, qui coule vers le milieu du phoque. Tout à gauche se trouve une petite portion d'une falaise brune, symbolisant le terrain montagneux. À droite des trois bâtiments se trouve une silhouette de Sunrise Mountain, véhiculant davantage les montagnes de Las Vegas et ses environs. Devant la montagne se trouve un arbre de Josué vert à quatre branches, une référence au paysage désertique de la région. Le soleil, en jaune avec des rayons orange, se lève derrière les montagnes et est à peu près à la hauteur du bâtiment le plus à droite. Le ciel au-dessus est d'une nuance de bleu plus claire que le bleu royal. Un jet noir et une traînée noire au-dessus de la scène font allusion à l'importance du trafic aérien, civil et militaire, dans la région. L'anneau extérieur du sceau porte les mots City Of Las Vegas sur la partie supérieure et Nevada sur la partie inférieure, tous deux en lettres argentées.

## Histoire

Possible alternative du drapeau de Las Vegas flag au début des années 2000

Le Conseil municipal de Las Vegas a autorisé un concours pour un drapeau de la ville le 7 avril 1965. Le design gagnant a été créé par Kenneth A. Bouton, assistant du directeur municipal. Le drapeau gagnant n'a pas été officiellement adopté avant trois ans, pour finalement être adopté le 2 octobre 1968. Dans une enquête de l'Association nord-américaine de vexillologie de 2004 sur les drapeaux des villes américaines, Las Vegas s'est classée 93e sur 150.